# Kínai Buddhista Szövetség
A Kínai Buddhista Szövetség (KBSZ, kínai: 中国佛教协会, pinjin: Zhōngguó Fójiào Xiéhuì) a kínai buddhizmus legfőbb szervezete, amely a buddhizmus hivatalos felügyelő szervve a Kínai Népköztársaságban. Az 1953-ban a Taj-hszü (Taixu) követői által alapított szervezet központja a pekingi Kuang-csi (Guangji) templom.
A KBSZ a Vallásügyi Állami Adminisztrációval együttesen szolgáltat igazságot a kínai buddhistákkal kapcsolatos ügyekben. A KBSZ különösképpen felel azért, hogy „hídként” kösse össze a buddhistákat és a kínai kormányt azáltal, hogy informálja a buddhisták számára a kormány szabályait és arra ösztökéli őket, hogy azok tartsák be az ország nemzeti törvényeit. Továbbá támogatja a kínai buddhistákat, hogy részt vegyenek nemzetközi buddhista fórumokon, valamint támogatja a helyi buddhista szövetségeket, hogy a papoknak fizetést biztosíthassanak, bejegyzi a buddhista templomokat az önkormányzatoknál. A szövetség saját lapot ad ki, Kínai buddhizmus címmel.
2006-ban a KBSZ és a Hongkongi Buddhista Szövetség volt a házigazdája a 2. Világ Buddhista Fórumának, amelyen 50 országból voltak jelen buddhista és más tudósok. A négy napos összejövetelt Csiangszu tartományban rendezték, Vuhszi városban. Az esemény szervezője a KBSZ elnöke, Ji Cseng (Yi Cheng) mester volt, az elnökhelyettes a 11. pancsen láma, Gyaincain Norbu volt. A 14. dalai láma nem kapott meghívást a rendezvényre, mert az indoklás szerint az egykori tibeti vezető nem szünteti be a tibeti függetlenségi mozgalmat.
Korábbi elnökök:
- Jüen Jing (1953)
- Serap Gyaco (1953 - 1966)
- Csao Pucsu (1980 - 2000)
- Ji Cseng (2005 - 2010)
- Csuan Jin (2010–2015)[6]
- Hszüecseng (2015-től)[7]

Korábbi tiszteletbeli elnökök:
- Pen Huan (2010-2012)[8]